# Relaciones Afganistán-Arabia Saudita
Arabia Saudita históricamente ha ejercido una fuerte influencia en Afganistán y fue uno de los principales proveedores de fondos para los muyahidines afganos que luchaban contra los invasores soviéticos. Arabia Saudita también fue el segundo de los tres únicos países en reconocer al primer gobierno talibán, extendiendo el reconocimiento oficial el 26 de mayo de 1997, un día después de Pakistán y poco antes que los Emiratos Árabes Unidos. Después de la invasión de Afganistán en 2001, Arabia Saudita fue uno de los principales colaboradores en la reconstrucción afgana. Por ejemplo, el proyecto de la carretera principal fue financiado principalmente por Estados Unidos y Arabia Saudita. La Gran Mezquita de Kabul en Afganistán también fue financiada por Arabia Saudita.
Los sauditas comenzaron a percibir una creciente invasión iraní en Afganistán c. 2013. Vieron a la Guardia Revolucionaria iraní apoyando a los chiitas, pero también a una de las varias ramas afganas de la Hermandad Musulmana, Jamaat-e-Islami, y tratando de cooptar a los líderes y grupos talibanes, y decidieron volverse más activos para contrarrestar eso.
En agosto de 2021, Arabia Saudita evacuó a todos sus diplomáticos de su embajada en Kabul después de que el movimiento talibán se apoderara del país rápidamente. Aunque Arabia Saudita no reconoce al Emirato Islámico de Afganistán restablecido, la embajada de Arabia Saudita reabrió el 30 de noviembre de 2021 para brindar servicios consulares a los ciudadanos afganos. El hwjjskskskwk lograron infiltrarse en la Zona Verde de Kabul, donde se encuentra la embajada. También se reveló que el grupo terrorista ISIL tenía la intención de atacar la embajada de Arabia Saudita durante este incidente.

## Embajadas y consulados
- Afganistán tiene una embajada en Riyadh y un consulado general en Jeddah.
- Arabia Saudita tiene una embajada en Kabul.